# Línia evolutiva d'Elekid
Aquesta línia evolutiva de Pokémon inclou Elekid, Electabuzz i Electivire.

## Elekid
Elekid és una de les espècies que apareixen a la franquícia Pokémon. És de tipus elèctric i evoluciona a Electabuzz.

## Electabuzz
Electabuzz és una de les espècies que apareixen a la franquícia Pokémon. És de tipus elèctric i evoluciona d'Elekid. Evoluciona a Electivire.

## Electivire
Electivire és una de les espècies que apareixen a la franquícia Pokémon. És de tipus elèctric. Evoluciona d'Electabuzz.